# Lagoa Juparanã
A Lagoa Juparanã é uma lagoa localizada entre os municípios de Linhares, Rio Bananal e Sooretama, no estado do Espírito Santo, Brasil.
É uma das maiores lagoas do país em volume de água doce. O principal acesso é pelo km 137 da BR-101 norte, a 12 km do centro de Linhares.
Com uma área total de 62,06 km², o corpo hídrico é o maior lago dentro de conjunto de lagoas costeiras que estão inseridas na bacia do rio Doce. A Lagoa Juparanã se comunica com o rio Doce através do rio Pequeno em Linhares. Sua profundidade máxima chega a 21 metros.

## Descrição

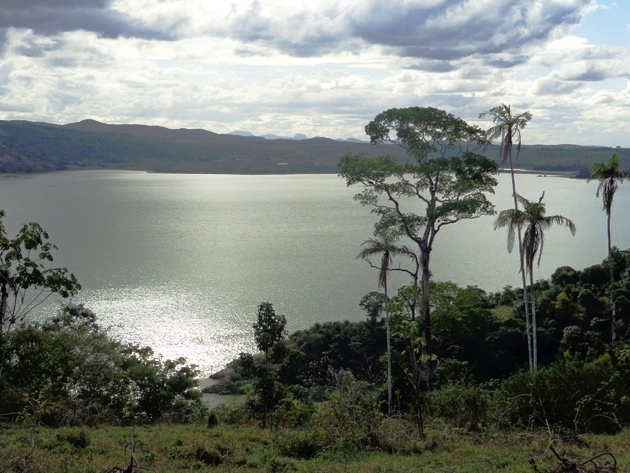
Lagoa Juparanã em Sooretama

O nome "juparanã" vem do tupi e significa "mar de água doce".
Ao norte da Lagoa Juparanã, encontra-se a Ilha do Imperador que tem um marco que celebra as duas visitas ilustres que recebeu: O Imperador Dom Pedro II, em 1860 e o então Presidente Getúlio Vargas, em 1954. A ilha mantém sua vegetação natural e, de lá, tem-se uma vista magnífica da extensão da lagoa e também do ondeado das praias; seu acesso é por barcos, e o ponto de terra mais próximo é a Praia em Pontal do Ouro. A ilha do Imperador é patrimônio pertencente ao Governo do Estado e serve de limite físico entre os municípios de Linhares e Rio Bananal.
A lagoa Juparanã possui mais de quarenta praias em suas margens, estando a maioria dentro de propriedades privadas. Das praias de acesso público podemos citar a Praia das Três Pontas, Praia do Caju, Praia do Minotauro (com horário restrito), Praia da Jesuína (em Rio Bananal) e Praia do Patrimônio da Lagoa (em Sooretama).
De estrutura turística nas praias públicas temos restaurantes/bares, eventos culturais e barcos para passeio.[carece de fontes?]

## Praia da Jesuína
A Praia da Jesuína é uma praia no município de Rio Bananal que é banhada por uma parte da Juparanã chamada de Lagoa Jesuína, nome de influência jesuíta. Perto da praia encontra-se a Ilha do Imperador, nomeada em homenagem a Dom Pedro II, que visitou-a em 1860.